# Косагаш (Павлодарская область)
Косагаш (каз. Қосағаш, до 1996 года — Грабово) — село в Иртышском районе Павлодарской области Казахстана. Расположено в 219 км к северо-западу от областного центра — Павлодара и в 50 км к юго-западу от районного центра — Иртышска. Административный центр Косагашского сельского округа. Код КАТО — 554647100.

## История
Село Грабовское (впоследствии Грабово) было основано на урочище Кос-Агаш в 1908 году переселенцами украинскими переселенцами из Донбасса. До 1923 года село было центром Грабовской волости Павлодарского уезда, затем входило в Иртышскую волость. С 1928 года — в составе Иртышского района сначала Павлодарского округа, затем Восточно-Казахстанской области, с 1938 года — Павлодарской области.
Известно, что в селе в 1947 году была создана полуподпольная группа пятидесятников-воронаевцев. Состояла, как минимум, частично, из массово сосланных Сталиным немцев.
В 1961 году на базе земель колхозов имени Ленина, имени Тельмана, имени Калинина, совхоза «Панфиловский» и Новоивановской МТС был организован мясомолочный совхоз «Новоивановский» с центральной усадьбой в селе Грабово.

## Население
В 1985 году в селе жили 1260 человек. В 1999 году население села составляло 1063 человека (525 мужчин и 538 женщин). По данным переписи 2009 года, в селе проживал 831 человек (419 мужчин и 412 женщин).

## Известные личности
- Иван Андреевич Скляров (1920—1992) — лётчик, Герой Советского Союза, родился в селе Грабово.